# Kronenwucherblume
Die Kronenwucherblume (Glebionis coronaria) ist eine Pflanzenart aus der Familie der Korbblütler (Asteraceae). Kultursorten werden auch Garland-Chrysantheme, Salatchrysantheme oder Speisechrysantheme genannt.

## Beschreibung
Die Kronenwucherblume wächst als einjährige krautige Pflanze und erreicht Wuchshöhen von 30 bis 80 cm. Die unteren Laubblätter sind sitzend, die oberen mit geöhrtem Grund stängelumfassend. Die Blattspreiten haben einen länglichen bis verkehrt-eiförmigen Umriss, sind meist 3 bis über 5,5 cm lang und 1,5 bis über 3 cm breit und tief doppelt fiederschnittig mit lanzettlichen, am Rand gezähnten, zugespitzten Endabschnitten.
Die einzeln stehenden Blütenkörbe besitzen einen Durchmesser von 3 bis 6 Zentimeter. Die äußeren eiförmigen Hüllblätter sind stumpf und besitzen einen braunen, außen durchscheinenden Rand. Die Röhren- und Zungenblüten sind gelb. Die Zungenblüten besitzen längliche bis linealische, 1,5 bis 2,5 cm lange Zungen.
Die gerippten Achänen sind 2,5 bis 3 mm lang und besitzen keinen Pappus. Die Früchte der Zungenblüten sind dreikantig mit etwas geflügelten Kanten; die der Röhrenblüten sind vierkantig, aber seitlich zusammengedrückt, die zur Achse gerichtete Seite oft mit einem an der Spitze in einen Zahn auslaufenden Flügel.
Die Blütezeit ist abhängig von den lokalen Klimabedingungen; sie reicht beispielsweise im östlichen Andalusien von September bis Juli.
Die Kronenwucherblume ist diploid mit einer Chromosomenzahl von 2n = 18.

## Systematik

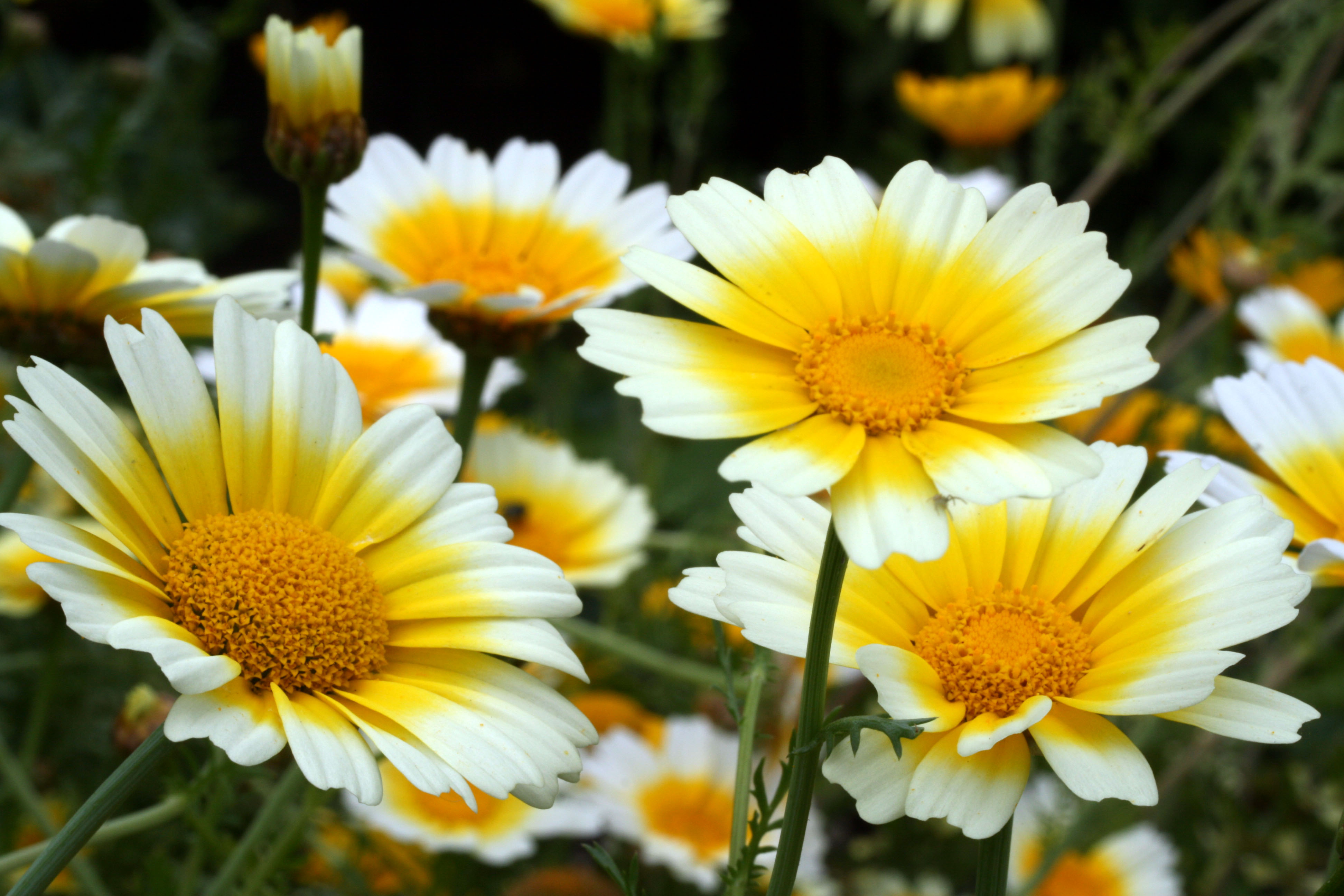
Körbchenförmige Blütenstände von Glebionis coronaria var. discolor

Diese Art wurde 1753 von Carl von Linné unter dem Namen Chrysanthemum coronarium L. in Species Plantarum erstveröffentlicht. Sie war ursprünglich Typusart der Gattung Chrysanthemum, bis ein Konservierungsvorschlag für den Namen und seinen Typus zugunsten der wirtschaftlich bedeutenderen Garten-Chrysantheme (Chrysanthemum indicum), die aus einer engen Fassung der Gattung Chrysanthemum herausgefallen wäre, veröffentlicht wurde, und dieser drei Jahre später akzeptiert wurde.
Den nunmehr stattdessen gültigen Namen Glebionis coronaria veröffentlichte Édouard Spach 1841 nach Alexandre Henri Gabriel de Cassini. Ein weiterer Konservierungsantrag musste gestellt werden, weil 1981 ein Exemplar der Saatwucherblume (Glebionis segetum) als Lectotypus für Chrysanthemum coronarium festgelegt worden war. 
Synonyme für Glebionis coronaria (L.) Cass. ex Spach sind Pinardia coronaria (L.) Less., Xanthophthalmum coronarium (L.) P.D.Sell, Chrysanthemum coronarium var. spatiosum L.H.Bailey, Chrysanthemum spatiosum (L.H.Bailey) L.H.Bailey, Glebionis roxburghii (Desf.) Tzvelev, Chrysanthemum roxburghii Desf.
Es gibt zwei Varietäten, die oft gemischt in wechselnden Mengenverhältnissen auftreten:
- Glebionis coronaria var. coronaria: Die Zungenblüten sind dunkelgelb.
- Glebionis coronaria var. discolor (d’Urv.) Turland: Die Zungenblüten sind nur in der Grundhälfte dunkelgelb, in der Spitzenhälfte blassgelb.[10]

## Vorkommen

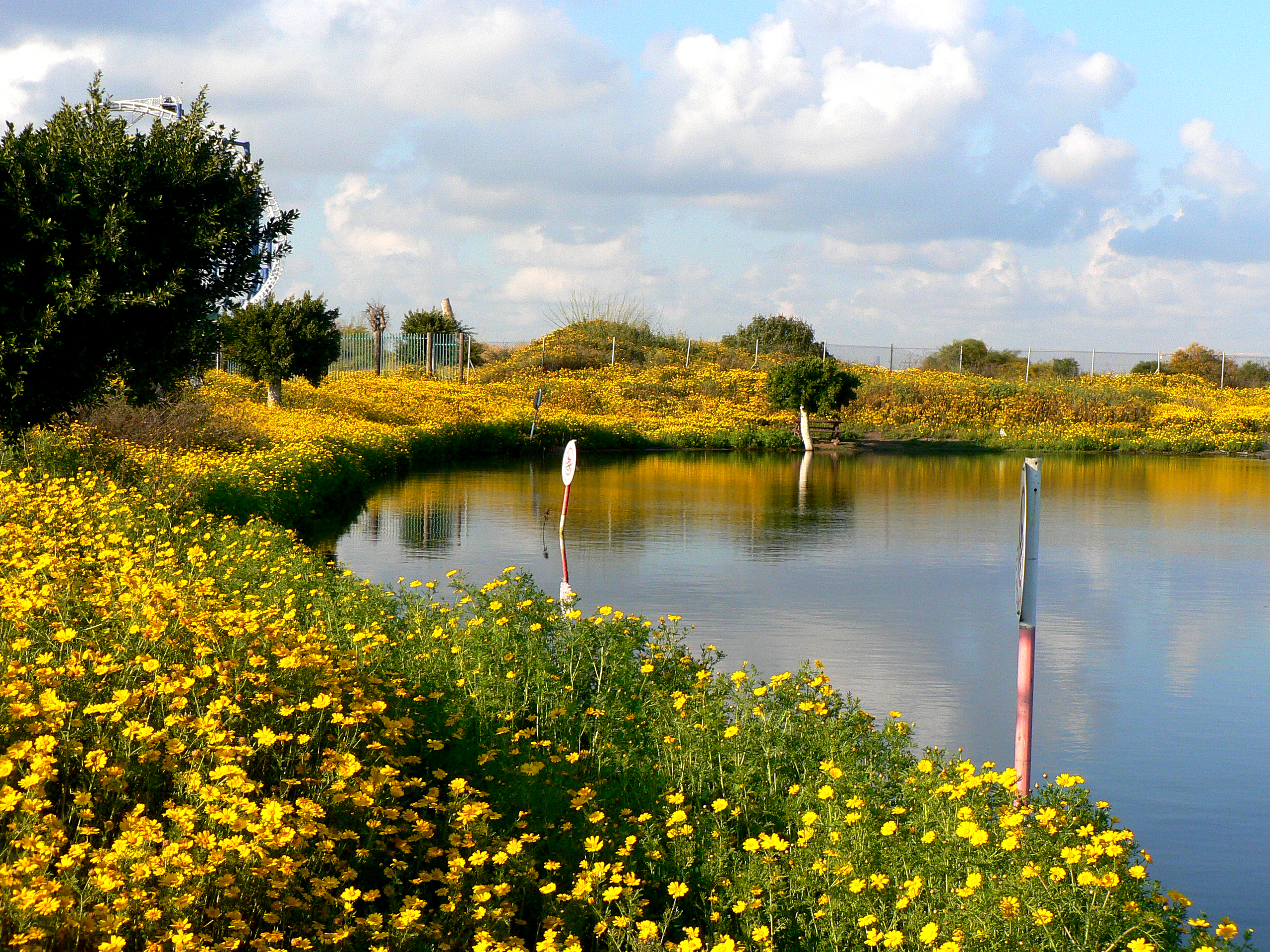
Massenbestand von Glebionis coronaria in Israel

Das natürliche Verbreitungsgebiet umfasst den gesamten Mittelmeerraum (außer Albanien und Bulgarien, einschließlich Malta), östlich bis in den Iran und Pakistan. Auf den Kanaren ist sie wahrscheinlich nur eingebürgert, auf den Azoren und Madeira sicher. Eingebürgert ist die Art weiterhin beispielsweise im südlichen Nordamerika (Kalifornien, Arizona, Florida) und in West-Australien. Unbeständige Vorkommen von Gartenflüchtlingen gibt es auch in Mittel- und Nordeuropa.
Die Kronenwucherblume ist ein charakteristischer und häufiger Bestandteil mediterraner Ruderalvegetation, wo sie oft Massenbestände bildet.

## Verwendung
In Südost- und Ostasien, früher auch in Italien, werden vor allem die frischen Blätter als Gemüse verzehrt. Die Pflanzenteile sind vitamin-, kalzium- und folsäurehaltig. In China wird das Kraut bei Verdauungsbeschwerden, Magenschmerzen und Husten verwendet. In Indien wird die ganze Pflanze zur Behandlung der Gonorrhoe verwendet. Die Kronenwucherblume wird auch als Zierpflanze in Gärten kultiviert.

## Trivialnamen
Für die Kronenwucherblume bestehen bzw. bestanden auch die weiteren deutschsprachigen Trivialnamen: Goldblume und Kretische Goldblume.